# Bactrocera thailandica
Bactrocera thailandica är en tvåvingeart som beskrevs av Drew och Albany Hancock 1994. Bactrocera thailandica ingår i släktet Bactrocera och familjen borrflugor.
Artens utbredningsområde är Thailand. Inga underarter finns listade.